# スーパーあまいけ
スーパーあまいけは、株式会社OSCあまいけが東京都及び埼玉県所沢市にて運営するスーパーマーケット。
かつては全日食チェーンに加盟し、2015年までは一ツ橋学園店（小平市）店舗2階に直営の焼肉店も出店していた。

## 沿革
- 1969年12月 - 肉のあまいけ 滝山店として創業[4]
- 1971年 - 株式会社あまいけとして法人設立[4]
- 2023年11月 - 代表取締役会長の大島英正が保有する全株式を株式会社Olympicグループへ譲渡。社名を株式会社OSCあまいけに変更[5]。